# Sex Machinegun
L'album Sex Machinegun dei Sex Machineguns è stato pubblicato dalla Toshiba-EMI nel 1998; è il primo album in studio della band.

## Tracce
1. Sex Machinegun - 5.36
2. Japan - 7.34
3. Scorpion Death Rock - 4.50
4. Devil Wing - 6.25
5. Sakurajima - 4.20
6. High Speed Samurai - 5.40
7. Famiresu Bomber - 5.43
8. Inu no seikatsu - 5.15
9. Hanabi-la daikaiten - 6.12
10. BURN -burn your fire of love- - 4.31